# Елисеев, Илья Яковлевич
Илья́ Я́ковлевич Елисе́ев (1905—1969) — советский учёный, инженер, лауреат Сталинской и Ленинской премий.

## Биография
Окончил Ленинградский институт точной механики и оптики (1935) и от него был командирован в Германию, Швейцарию и Францию для изучения приборостроительного производства и отбора оборудования для советских заводов.
Руководил освоением новых конструкций точных механизмов на заводе им. Масленникова (г. Куйбышев).
Во время Великой Отечественной войны — заведующий отделом Куйбышевского обкома ВКП(б), организовывал выполнение заказов фронта.
С 1 декабря 1945 до 1966 года — главный инженер завода «Точмаш» (г. Владимир).
С 1963 года вёл преподавательскую и научную работу во Владимирском вечернем политехническом институте. Подготовил и читал курс «Технология приборостроения». В 1966 году утверждён в учёном звании профессор. В 1967 году избран заведующим кафедрой приборов точной механики.
За освоение новых конструкций приборов точной механики и внедрение в производство прогрессивных технологических процессов в 1951 году присуждена Сталинская премия.
За внедрение в народное хозяйство новых методов производства (официальная формулировка, на самом деле — за разработку газовых центрифуг) в 1964 году присуждена Ленинская премия.

Могила И. Елисеева

Умер после тяжёлой и продолжительной болезни в апреле 1969 года. Похоронен кладбище «Байгуши» под Владимиром.